# Ognjen Koroman
Ognjen Koroman (cyr. Огњен Короман; ur. 19 września 1978 w Palach) – piłkarz serbski grający na pozycji bocznego pomocnika.

## Kariera klubowa
Koroman urodził się w serbskiej części Bośni i Hercegowiny. Piłkarską karierę zaczynał w klubie FK Radnički Kragujevac. W barwach tego klubu zadebiutował w profesjonalnym meczu, w drugiej lidze Jugosławii w sezonie 1997/1998 i od razu wskoczył do podstawowej jedenastki swojego klubu. Zespół Radničkiego zajął 6. miejsce w lidze, co dało mu miejsce w barażach o awans do pierwszej ligi, które po rzutach karnych wygrał z zespołem FK Čukarički. Udział w tym zwycięstwie miał także Koroman, który grał w obu meczach barażowych. Po awansie do pierwszej ligi Ognjen najczęściej też grał w pierwszym składzie drużyny z Kragujevaca, ale rundę wiosenną sezonu 1998/1999 spędził już w Spartaku Subotica. Spartak zajął jednak ostatnie miejsce w lidze i teoretycznie powinien pożegnać się z ekstraklasą, ale ze względu na ataki sił NATO na Jugosławię rozgrywki ligowe przerwano po 24. kolejkach i nie kontynuowano już ich i Spartak pozostał w pierwszej lidze. Koroman, pomimo tego słabego sezonu, zdecydował się pozostać w subotickim zespole na sezon 1999/2000. Spartak ponownie zagrał słabo i zajął 20. miejsce (przedostatnie) i tym razem spadł już o klasę niżej. Koroman natomiast wyróżniał się spośród innych graczy z Suboticy i latem 2000 opuścił Spartak przenosząc się do stołecznego OFK Beograd. W zespole OFK Koroman spędził półtora sezonu i trzeba przyznać, że także w tym klubie był wyróżniającym się zawodnikiem. Dlatego po rozegraniu rundy jesiennej sezonu 2001/2002 za sumę 2,5 miliona euro trafił do rosyjskiego Dynama Moskwa. Grając w pierwszej jedenastce w 2002 roku w barwach Dynama zdobył aż 6 goli, co uczyniło go jednym z najbardziej bramkostrzelnych bocznych pomocników sezonu w Rosji. Dynamo zakończyło sezon na 8. miejscu w tabeli. W 2003 roku Koroman w moskiewskim klubie grał tylko na wiosnę by latem za 3,5 miliona euro przejść do Krylji Sowietow Samara. W Krylii spędził 2,5 sezonu, na ogół wychodząc na boisko w pierwszej jedenastce, a największym sukcesem było zajęcie w 2004 roku 3. miejsca w Premier Lidze. W letnim oknie transferowym w 2005 Koroman został wypożyczony do beniaminka Tereku Grozny. Terek zajął jednak ostatnie miejsce w lidze i spadł do drugiej ligi. Koroman na zasadzie wolnego transferu przeszedł zimą 2006 do Portsmouth F.C., w którym to w rundzie wiosennej rozegrał tylko 3 mecze strzelając 1 gola w ostatniej kolejce z Liverpoolem. W drużynie z Portsmouth Koroman nie ma miejsca w składzie, a menedżer Harry Redknapp bardziej ceni umiejętności innych zawodników „The Pompeys”. Pomimo zainteresowania ze strony Benfiki Lizbona, Koroman zdecydował się przedłużyć kontrakt z Portsmouth. Zimą 2007 Ognjen został wypożyczony na pół roku do Crvenej Zvezdy Belgrad. Potem grał jeszcze w Incheon United i Krylji Sowietow Samara. W 2012 roku zakończył karierę.
| Sezon   | Klub                   | Kraj             | Rozgrywki          | Mecze | Bramki |
| ------- | ---------------------- | ---------------- | ------------------ | ----- | ------ |
| 1997/98 | FK Radnički Kragujevac | Jugosławia       | 2. liga Jugosławii | 32    | 0      |
| 1998/99 | FK Radnički Kragujevac | Jugosławia       | Super liga Srbije  | 9     | 1      |
| 1998/99 | FK Spartak Subotica    | Jugosławia       | Super liga Srbije  | 6     | 1      |
| 1999/00 | FK Spartak Subotica    | Jugosławia       | Super liga Srbije  | 33    | 2      |
| 2000/01 | OFK Beograd            | Jugosławia       | Super liga Srbije  | 30    | 1      |
| 2001/02 | OFK Beograd            | Jugosławia       | Super liga Srbije  | 17    | 3      |
| 2002    | Dinamo Moskwa          | Rosja            | Priemjer-Liga      | 24    | 6      |
| 2003    | Dinamo Moskwa          | Rosja            | Priemjer-Liga      | 14    | 5      |
| 2003    | Krylja Sowietow Samara | Rosja            | Priemjer-Liga      | 6     | 2      |
| 2004    | Krylja Sowietow Samara | Rosja            | Priemjer-Liga      | 26    | 1      |
| 2005    | Krylja Sowietow Samara | Rosja            | Priemjer-Liga      | 18    | 1      |
| 2005    | Terek Grozny           | Rosja            | Priemjer-Liga      | 6     | 1      |
| 2005/06 | Portsmouth F.C.        | Anglia           | Premier League     | 3     | 1      |
| 2006/07 | Portsmouth F.C.        | Anglia           | Premier League     | 1     | 0      |
| 2006/07 | FK Crvena zvezda       | Serbia           | Super liga Srbije  | 12    | 2      |
| 2007/08 | FK Crvena zvezda       | Serbia           | Super liga Srbije  | 28    | 6      |
| 2008/09 | FK Crvena zvezda       | Serbia           | Super liga Srbije  | 21    | 5      |
| 2009    | Incheon United         | Korea Południowa | K-League           | 10    | 3      |
| 2010    | Incheon United         | Korea Południowa | K-League           | 12    | 1      |
| 2010/11 | FK Crvena zvezda       | Serbia           | Super liga Srbije  | 23    | 2      |
| 2011/12 | Krylja Sowietow Samara | Rosja            | Priemjer-Liga      | 9     | 1      |

## Kariera reprezentacyjna
W reprezentacji Serbii i Czarnogóry Koroman zadebiutował 13 lutego 2002 roku w wygranym 2:1 meczu z reprezentacją Meksyku, zmieniając w 59 minucie Savo Miloševicia. Szczyt formy w reprezentacji Koroman osiągnął w kwalifikacjach do Mistrzostw Świata w Niemczech, w których to najczęściej grał na prawej pomocy i zaliczył kilka asyst przy bramkach kolegów, a Serbowie w dobrym stylu awansowali do mistrzostw. Tam jednak zawiedli i odpadli już po fazie grupowej przegrywając wszystkie 3 mecze. Koroman rozegrał 2 pierwsze z nich – 57 minut w przegranym 0:1 z Holandią oraz 49 w przegranym 0:6 z Argentyną. W obu tych meczach Koroman zobaczył żółte kartki, toteż wyeliminowały one go z trzeciego meczu z Wybrzeżem Kości Słoniowej (2:3). W nowo utworzonej reprezentacji Serbii Koroman także ma miejsce w składzie i był już powołany przez Javiera Clemente na eliminacje do Euro 2008.